# Ramón Tejada
Ramón Tejada Acuña (Córdoba, España, 3 de octubre de 1943) es un exfutbolista español que jugaba de centrocampista.

## Trayectoria
Formado en la cantera del Córdoba C. F., jugó cedido en el Club Atlético Prieguense de la Tercera División durante la temporada 1962-63. En la siguiente campaña pasó al Club Atlético Cordobés, aunque consiguió debutar en Primera División el 22 de diciembre de 1963 en un partido frente al F. C. Barcelona que finalizó con una derrota del Córdoba por 3-1. En la temporada 1964-65 formó parte de la plantilla que consiguió la mejor clasificación de la historia del club en la máxima categoría, el quinto puesto. Al término de la misma, fichó por el Real Madrid C. F. y ganó la Copa de Europa de 1966 tras haber disputado tres partidos del torneo.
A continuación, pasó por una etapa de cesiones a clubes como la Real Balompédica Linense —1966-67—, el C. D. Castellón —1967-68—, el C. D. Alcoyano —1968-69— y el Real Gijón, con el que se proclamó campeón de la Segunda División en la temporada 1969-70. En 1970, tras desvincularse del Real Madrid, fichó por el Granada C. F. y una campaña después regresó al Córdoba, donde decidió abandonar la práctica del fútbol una vez concluida la temporada 1973-74.
Tras su etapa como futbolista ejerció los cargos de secretario técnico y gerente en el propio Córdoba y, posteriormente, en el Granada.

## Clubes
| Club                     | País   | Año       |
| ------------------------ | ------ | --------- |
| Club Atlético Prieguense | España | 1962-1963 |
| Club Atlético Cordobés   | España | 1963      |
| Córdoba C. F.            | España | 1963-1965 |
| Real Madrid C. F.        | España | 1965-1966 |
| Real Balompédica Linense | España | 1966-1967 |
| C. D. Castellón          | España | 1967-1968 |
| C. D. Alcoyano           | España | 1968-1969 |
| Real Madrid C. F.        | España | 1969      |
| Real Gijón               | España | 1969-1970 |
| Granada C. F.            | España | 1970-1971 |
| Córdoba C. F.            | España | 1971-1974 |

## Palmarés

### Campeonatos nacionales
| Título           | Club       | País   | Año  |
| ---------------- | ---------- | ------ | ---- |
| Segunda División | Real Gijón | España | 1970 |

### Campeonatos internacionales
| Título         | Club              | País             | Año  |
| -------------- | ----------------- | ---------------- | ---- |
| Copa de Europa | Real Madrid C. F. | Heysel (Bélgica) | 1966 |